# 酒私風雲 (第四季)
HBO電視劇《酒私風雲》的第四季於2013年9月8日首播，2013年11月24日完結，共有12集。本劇由泰倫斯·溫特創作，根據尼爾森·強森的書籍《酒私風雲：大西洋城的出生、巔峰和腐敗》（Boardwalk Empire: The Birth, High Times, and Corruption of Atlantic City）改編而成。故事設定在禁酒時期的新澤西州大西洋城。由史提夫·布斯美飾演伊努·「努基」·湯普森（其原型是真實歷史的伊努·L·強森），他是在1920年代及1930年代的禁酒令期間躍升成為掌控大西洋城的政治人物。第四季內容發生於1924年2月至1925年1月之間。第四季的DVD及藍光光碟在2014年8月19日發售。

## 演員

### 主要
榮·利文斯通和傑佛瑞·懷特加入為主要演員，而查理·考克斯和波比·簡拿威都已離開。
- 史提夫·布斯美 飾 伊努·「努基」·湯普森
- 凱莉·麥當勞 飾 瑪格麗特·湯普森
- 麥可·夏儂 飾 尼爾森·范奧登 / 喬治·穆勒
- 謝伊·惠格姆 飾 艾利亞思·「伊萊」·湯普森（Elias "Eli" Thompson）
- 米高·舒伯 飾 阿諾·羅斯汀
- 史提芬·格拉漢姆 飾 艾爾·卡彭
- 文森特·皮亞扎 飾 查理·盧西安諾
- 迈克尔·K·威廉姆斯 飾 艾伯特·「查克」·懷特（Albert "Chalky" White）
- 安東尼·拉休拉 飾 艾迪·凱斯勒（Eddie Kessler）
- 保羅·斯帕克斯 飾 米奇·道爾
- 傑克·休斯頓 飾 理查·哈洛
- 榮·利文斯通 飾 羅伊·菲利普斯（Roy Phillips）
- 傑佛瑞·懷特 飾 華倫汀·納西斯
- 珂茜·莫爾 飾 吉莉安·達摩狄（Gillian Darmody）

### 常設
- 布萊恩·格拉格提 飾 探員Warren Knox / James "Jim" Tolliver
- 瑪歌·冰咸 飾 Daughter Maitland
- 班·羅森菲爾德 飾 威利·湯普森（Willie Thompson）
- 多門尼克·隆巴多西 飾 雷夫·卡彭
- 派翠西亞·艾奎特 飾 Sally Wheet
- 埃里克·拉雷·哈維 飾 Dunn Purnsley
- Christina Jackson 飾 Maybelle White
- 埃瑞克·拉汀 飾 約翰·埃德加·胡佛
- Brady和Connor Noon 飾 Tommy Darmody
- 瑞安·施密特 飾 Julia Sagorsky
- Jacob A. Ware 飾 Federal Agent Selby
- 格雷格·安東納奇 飾 強尼·托里奧
- Mark Borkowski 飾 Paul Sagorsky
- Kayla Ferguson 飾 Doris
- 威爾·亞諾維茨（英语：Will Janowitz） 飾 海米·魏斯
- 查理·普拉瑪 飾 Michael Thompson
- Kevin O'Rourke 飾 愛德華·L·巴德
- 克里斯汀·塞德爾 飾 Sigrid Mueller
- Arron Shiver 飾 狄恩·歐班寧
- 摩根·斯佩克特 飾 法蘭克·卡彭
- Natalie Wachen 飾 Lenore White
- 凱薩琳·華特斯頓 飾 Emma Harrow
- 阿納托爾·優素福 飾 邁爾·蘭斯基
- Pearce Bunting 飾 比爾·麥考伊
- Chris Caldovino 飾 Tonino Sandrelli
- Joe Caniano 飾 傑克·古茲克
- 多米尼克·查尼斯 飾 Leander Whitlock
- Ivo Nandi 飾演 喬·馬塞里亞
- 斯蒂芬·魯特 飾 加斯頓·梅斯
- 文森佐·阿馬托（英语：Vincenzo Amato） 飾 Vincenzo Petrucelli
- Josie和Lucy Gallina 飾 Emily Schroeder
- Declan和Rory McTigue 飾 Theodore "Teddy" Schroeder
- 費德烈克·賴恩（英语：Fredric Lehne） 飾 歐尼·麥登
- Joseph Riccobene 飾 法蘭基·耶魯
- Joseph Aniska 飾 探員Stan Sawicki
- 占士·康維爾 飾 安德魯·W·梅隆
- 史蒂芬·德羅薩 飾 埃迪·康托爾
- 格倫·弗萊舍爾 飾 喬治·雷穆斯
- 彼特·麥克羅比（英语：Peter McRobbie） 飾 Supervisor Frederick Elliot
- 茱莉安娜·妮克遜 飾 Esther Randolph

## 集數
| 總集數 | 集數 （季） | 標題                   | 導演            | 編劇                                     | 首播日期       | 美國收視人數 （百萬） |
| ------ | ----------- | ---------------------- | --------------- | ---------------------------------------- | -------------- | --------------------- |
| 37     | 1           | "New York Sour"        | 提姆·范恩·派頓  | 侯活·科德                                | 2013年9月8日   | 2.38                  |
| 38     | 2           | "Resignation"          | Alik Sakharov   | 丹尼斯·勒翰 及 侯活·科德                 | 2013年9月15日  | 2.21                  |
| 39     | 3           | "Acres of Diamonds"    | 艾倫·庫爾特     | 泰倫斯·溫特                              | 2013年9月22日  | 1.87                  |
| 40     | 4           | "All In"               | 艾德·比安奇     | 大衛·馬修                                | 2013年9月29日  | 1.99                  |
| 41     | 5           | "Erlkönig"             | 提姆·范恩·派頓  | 侯活·科德                                | 2013年10月6日  | 2.09                  |
| 42     | 6           | "The North Star"       | 艾倫·庫爾特     | 艾瑞克·歐文麥爾 及 侯活·科德             | 2013年10月13日 | 1.90                  |
| 43     | 7           | "William Wilson"       | 傑里米·珀德斯瓦 | 大衛·馬修 及 泰倫斯·溫特                 | 2013年10月20日 | 2.16                  |
| 44     | 8           | "The Old Ship of Zion" | 提姆·范恩·派頓  | Cristine Chambers 及 侯活·科德           | 2013年10月27日 | 1.91                  |
| 45     | 9           | "Marriage and Hunting" | 艾德·比安奇     | 大衛·馬修、Jennifer Ames 及 Steve Turner | 2013年11月3日  | 1.90                  |
| 46     | 10          | "White Horse Pike"     | 傑克·帕特羅     | Dave Flebotte                            | 2013年11月10日 | 2.08                  |
| 47     | 11          | "Havre de Grace"       | 艾倫·庫爾特     | 侯活·科德                                | 2013年11月17日 | 1.98                  |
| 48     | 12          | "Farewell Daddy Blues" | 提姆·范恩·派頓  | 泰倫斯·溫特 及 侯活·科德                 | 2013年11月24日 | 2.18                  |

## 外部連結
- 官方网站
- 《Boardwalk Empire》各集列表 来自互联网电影数据库